# Санакоев, Аслан Борисович
Аслан Борисович Санакоев  (20 июля 1979 год, Ногир, Пригородный район, Северо-Осетинская АССР, РСФСР, СССР) — российский и узбекистанский борец вольного стиля, чемпион Азии, призёр Кубка мира.

## Биография
В июле 1996 года в Софии стал чемпионом мира среди юниоров. На чемпионате России 1997 года в Кызыле стал победителем, в финале одолел Артур Тавгазова. В июле 1997 года в Стамбуле стал бронзовым призёром юниорского чемпионата Европы, в схватке за 3 место одолел азербайджанца Фирдовси Умудова. В декабре 1997 года в Анкаре в составе московских армейцев стал обладателем Кубка европейских чемпионов. С 1999 года выступает за Узбекистан. В мае 1999 года в Ташкенте стал чемпионом Азии, в финале одолел казахстанца Абиля Султанбекова. В мае 2001 года в американском Балтиморе стал серебряным призёром Кубка мира. В июле 2001 года стал серебряным призёром чемпионата Азии в Улан-Баторе. В октябре 2001 года во Владикавказе выиграл международный турнир на призы Сослана Андиева. В апреле 2002 года в Минске стал бронзовым призёром Гран-при на призы Александра Медведя.

## Достижения
- Чемпионат Европы по борьбе среди юниоров 1996 — ;
- Чемпионат России по вольной борьбе 1997 —
- Чемпионат Европы по борьбе среди юниоров 1997 — ;
- Чемпионат Азии по борьбе 1999 — ;
- Кубок мира по борьбе 2001 — ;
- Чемпионат Азии по борьбе 2001 — ;